# Hieronymus Amsdorf
Hieronymus Amsdorf (1461/80 urkundlich genannt) war ein kursächsischer Amtshauptmann.

## Leben
Er stammte aus dem Adelsgeschlecht Amsdorf. 1461 war er kurfürstlich-sächsischer Kanzleischreiber. Er besaß einen freien Hof in der Residenzstadt Torgau.
Im Jahre 1480 wird er als Amtshauptmann des sächsischen Amtes Torgau urkundlich erwähnt.